# Macronemurus persicus
Macronemurus persicus is een insect uit de familie van de mierenleeuwen (Myrmeleontidae), die tot de orde netvleugeligen (Neuroptera) behoort. 
Macronemurus persicus is voor het eerst wetenschappelijk beschreven door Navás in 1915.